# Fire (sång av Arthur Brown)
Fire är en rocklåt komponerad av Arthur Brown, Vincent Crane, Mike Finesilver och Peter Ker. Den utgavs som singel av gruppen The Crazy World of Arthur Brown i juni 1968, samt medtogs den på gruppens självbetitlade debutalbum. Inspelningen producerades av Kit Lambert, mest känd för sitt arbete tillsmammans med The Who.
Låten med sitt karaktäristiska orgelriff kom att bli gruppens enda egentliga hitsingel. Då Arthur Brown framförde låten under konsert gjorde han det iförd en specialdesignad hjälm vars topp innehöll en skål med vätska som gick att sätta eld på.

## Listplaceringar
| Lista (1968)   | Position              |
| -------------- | --------------------- |
| Australien     | 25                    |
| Belgien        | 3                     |
| Danmark        | 4 (DR "Top 20")       |
| Finland        | 11                    |
| Frankrike      | 4                     |
| Irland         | 8                     |
| Kanada         | 1                     |
| Nederländerna  | 4                     |
| Nya Zeeland    | 5                     |
| Schweiz        | 3                     |
| Storbritannien | 1 (UK Singles Chart)  |
| Sverige        | 10 (Kvällstoppen)     |
| Sverige        | 10 (Tio i topp)       |
| USA            | 2 (Billboard Hot 100) |
| Västtyskland   | 3                     |
| Österrike      | 7                     |